# 立教大学大学院社会学研究科・社会学部
立教大学社会学部（りっきょうだいがくしゃかいがくぶ）は、立教大学が設置する社会学部。立教大学大学院社会学研究科（りっきょうだいがくだいがくいんしゃかいがくけんきゅうか）は、社会学を教育・研究する立教大学の大学院社会学研究科。

## 概要
立教大学社会学部は社会学科、現代文化学科、メディア社会学科の3学科からなる。1922年、大学令により再び旧制大学になった際には、社会学部は設置されなかった。1949年に新制大学として認可を受け、文学部の中に社会学科が設置された。1958年、淡路円治郎（立教大学名誉教授、労務管理学の権威）によって社会学部が設置され、初代学部長に就任。それに伴い文学部社会学科は廃止。1964年に社会学部産業関係学科、1967年に社会学部観光学科が設置される。観光学科は、野田一夫（立教大学教授、日本経営学の開祖の一人）の尽力により創設され、野田は初代学科長を務めた。1998年に観光学部が設置されたことにより社会学部観光学科は廃止。2002年の社会学部現代文化学科、2006年の社会学部メディア社会学科設置を経て現在に至る。2016年より、英語の運用能力向上及び英語による社会学の理解を目的にして国際社会コースを設置。同コースでは学部英語科目を中心に、社会学科・現代文化学科・メディア社会学科の3学科の専門科目を横断的に履修するカリキュラム設定となる。

## 沿革
- 1859年 - タウンゼント・ハリスの支援のもと江戸幕府の長崎奉行の要請でジョン・リギンズとチャニング・ウィリアムズが長崎に私塾を創設。
- 1870年 - ウィリアムズが大阪・川口の与力町に英学講義所（後の大阪・英和学舎）を設立。
- 1874年 - ウィリアムズにより東京・築地に立教学校が設立。
- 1883年 - 教育令による立教大学校を設立（旧制大学）。
- 1887年 - 大阪・英和学舎が立教大学校と合併。
- 1907年 - 専門学校令により立教大学と改称。
- 1922年 - 大学令により再び旧制大学に昇格。
- 1947年 - 文学部社会科を設置。
- 1949年 - 新制大学として認可、文学部社会学科に改称。
- 1954年 - 大学院に応用社会学専攻を設置。
- 1958年 - 社会学部社会学科を設置。
- 1964年 - 産業関係学科を設置。
- 1967年 - 観光学科を設置。
- 1990年 - 大学院に社会学専攻修士課程を設置。
- 1997年 - 大学院に社会学専攻博士課程を設置。
- 1998年 - 観光学部設置に伴い観光学科を廃止。
- 2002年 - 現代文化学科を設置。
- 2006年 - 産業関係学科は経営学部設置に伴い廃止。メディア社会学科を設置。
- 2008年 - 社会学部設置50周年。
- 2016年 - 国際社会コースを設置。

## 学部・学科
- 社会学部
  - 社会学科
  - 現代文化学科
  - メディア社会学科

## 大学院
- 社会学研究科（博士前期課程・博士後期課程）
  - 社会学専攻

## 組織
- 社会学部長・社会学研究科委員長：水上徹男[2]

## 主な教職員
（五十音順）
- 阿部治（環境教育学者、立教大学社会学部現代文化学科教授）
- 生井英考（アメリカ文化学者、立教大学社会学部メディア社会学科教授）
- 井手口彰典（音楽社会学者、立教大学社会学部メディア社会学科准教授）
- 小倉康嗣（社会学者、立教大学社会学部社会学科准教授）
- 長有紀枝（政治学者、立教大学社会学部社会学科教授）
- 木下康仁（社会学者、立教大学社会学部社会学科教授）
- 木村忠正（文化人類学者、立教大学社会学部メディア社会学科教授）
- 是永論（社会学者、立教大学社会学部メディア社会学科教授）
- 佐久間孝正（社会学者、立教大学社会学部社会学科兼任講師）
- 関礼子（近代文学学者、立教大学社会学部現代文化学科教授）
- 松本康（都市社会学者、立教大学社会学部社会学科教授、元社会学部長[3]、元社会学研究科委員長）
- 萩原なつ子（社会学者、立教大学社会学部社会学科教授、中央教育審議会委員）
- 西山志保（都市社会学者、立教大学社会学部社会学科教授）
- 水上徹男（社会学者、立教大学社会学部現代文化学科教授、社会学部長、社会学研究科委員長）
- 毛利嘉孝（社会学者、東京芸術大学大学院国際芸術創造研究科教授、立教大学兼任講師）
- 吉澤夏子（社会学者、立教大学社会学部社会学科教授）
- 和田伸一郎（社会学者、立教大学社会学部メディア社会学科准教授）